# Руденко Марія Авксентіївна
Марі́я Авксе́нтіївна Руде́нко (14 лютого 1915, с. Слобода-Яришівська, Вінницька область — 14 травня 2003, там само) — українська фольклористка, етнографиня, краєзнавиця, педагогиня, майстриня декоративного мистецтва. Заслужений працівник культури України (1970), лауреатка премії імені Павла Чубинського (1992), Праведник народів світу (1995).

## Біографія
Руденко Марія Авксентіївна народилася 14 лютого 1915 р. в с. Слобода-Яришівська Могилів-Подільського району Вінницької області. Майстриня витинанки, вишивки, декоративного розпису, краєзнавець, етнограф, фольклористка.
Формуванню Марії Авксентіївни як творчої особистості сприяла атмосфера любові до народної пісні, що панувала в сім'ї Мельників. Мати, Ганна Іванівна, батько, Авксентій Федорович, та тітка Марія з молодих років співали в сільському хорі, яким керував Григорій Данилович Гриневич — учень Миколи Леонтовича. Померла 14 травня 2003 р.

### Освіта
У с. Яришів «Марія закінчила семирічну школу, згодом учительські курси в Могилеві-Подільському і, вже вчителюючи, заочно — Тульчинську педагогічну школу» У 1948 р. — Вінницький педагогічний інститут. Вчителювала в селах Придністров'я.
Довгий час керувала Мрія Руденко дитячим фольклорним ансамблем «Сонечко» в рідному селі.
У 1966 році Марія Авксентіївна створила і протягом 33 років була керівницею жіночого вокально-етнографічного ансамблю «Горлиця», який вивчав і популяризував українські народні пісні: веснянки, колядки, щедрівки, купальські і обжинкові пісні. В ансамблі брали участь близько 20 учасниць різного віку, колектив  існує і понині. 

## Творчість
Марія Руденко першою взялася за відродження витинанок. Вчилася робити витинанки у своєї бабусі Одарки. Її роботи поклали початок унікальній колекції сучасних витинанок у Державному музеї етнографії народів колишнього Союзу.
Брала участь у міжнародних виставках у Челябінську, Харкові, Львові та інших містах. Була відзначена дипломами.
Роботи майстрині прикрашають експозиції Декоративного музею етнографії в Санкт-Петербурзі (Росія), а також Музею народної архітектури і побуту України в с. Пирогів, де вона демонструвала свої витинанки і розписувала хату.
Впродовж всього життя фольклористка записала понад 3000 українських народних пісень, тисячі загадок, прислів'їв та приказок, казок, легенд, прикмет, зберегла для майбутніх поколінь чимало давніх обрядів. Вперше творчі доробки Марії Авксентіївни світ побачив у 1949 р. в обласному видавництві вийшла книга, що вмістила записані нею пісні разом з творами Г. Танцюри, І. Глинського, Є. Горб.
У науковому архіві ІМФЕ ім. М. Т. Рильського зберігається понад 80 шкільних зошитів, що містять різноманітний фольклорний та етнографічний матеріал, зібраний М. Руденко та 2 великих альбоми мелодій (багато з яких записано голосом самої фольклористки).

## Вшанування
Кримський астроном М. Черних відкрив малу планету, яку назвав на честь Марії Авксентіївни Руденко — «Горлиця».
1993 року в Могилеві-Подільському було започатковано Всеукраїнське свято витинанки, згодом воно переросло у міжнародне. Тут у 2003 р. створено музей етнографії і народного мистецтва імені Марії Руденко, де зберігається кілька сотень цінних експонатів з домашнього архіву Марії Руденко, фотографій, фольклорно-етнографічних записів, листів, нагород, витинанок, вишитих її руками речей.
2016 року до ювілею колективу «Горлиця» видано репертуарний збірник пісень, зібраних фольклористкою та учасницями ансамблю.